# 我的居酒屋日記
《我的居酒屋日記》是日本漫畫家火曜的漫畫作品。於芳文社的雜誌《Manga Time Kirara Forward》2016年7月號至2023年5月号連載，共發行單行本10冊。中文版由台灣青文出版社代理發行，已發行3冊。

## 故事簡介
宮原紅葉在升上高中後便離開了家裡一個人獨居。某天放學後，因弄丟車票而走路回家的紅葉在路上發現了一間居酒屋「季節菜色酒場 小春屋」，卻在這時被剛好從店裡走出來的千百合誤認為是新來的員工而被拉進店裡幫忙。在這次突然的經驗後，紅葉決定繼續待在這間居酒屋打工，也為她的生活帶來了不同的變化。

## 登場角色

### 小春屋
宮原紅葉
高中一年級（初登場時），16歲。獨居。做事積極認真。擅長做菜，在店內主要負責料理的工作，有時也會負責點菜。有個在世時曾經營過居酒屋的奶奶。
山吹千百合
高中二年級（初登場時），17歲。身形嬌小。負責接待客人與跑腿。對自己的要求標準很高，但也有冒失的一面。以前輩的身分在工作上積極地指導凪。
南部皐月
24歲。小春屋的店長。負責料理。很照顧員工們，在紅葉等人遇到各種問題時時常給予有用的建議。
如月真澄
24歲。負責接客與採買店內食材的從業員，擅長以划算的價格買到高品質的食材。個性開朗。相當喜歡喝酒，時常帶著宿醉上班。
藍川凪
高中一年級（初登場時），16歲，紅葉的同班同學，個性較膽小。在千百合感冒請假時臨時幫了紅葉及小春屋的忙，也以此為契機決定留下來打工，負責接待客人。喜歡小動物。
星野繪梨佳
16歲，比紅葉與凪小一屆。打扮為辣妹風格，喜愛動漫畫的御宅族。升上高中一年級後以研修的身分進入小春屋打工，對於前輩們抱有很大的憧憬。

### 其他
花園桃香
俵屋集團的居酒屋「雷神亭」的員工。情緒起伏大，雖容易志氣消沉但被誇獎後又會馬上恢復精神。在初次拜訪小春屋後便成為了常客。

## 出版書籍
| 冊數 | 芳文社         | 芳文社                 | 青文出版社    | 青文出版社             |
| 冊數 | 發售日期       | ISBN                   | 發售日期      | EAN                    |
| ---- | -------------- | ---------------------- | ------------- | ---------------------- |
| 1    | 2017年1月12日  | ISBN 978-4-8322-4793-2 | 2018年7月9日  | EAN 471-801-603-062-6  |
| 2    | 2017年9月12日  | ISBN 978-4-8322-4872-4 | 2019年2月18日 | ISBN 978-986-356-797-4 |
| 3    | 2018年5月11日  | ISBN 978-4-8322-4946-2 | 2019年7月15日 | ISBN 978-986-356-998-5 |
| 4    | 2018年11月12日 | ISBN 978-4-8322-4991-2 |               |                        |
| 5    | 2019年6月12日  | ISBN 978-4-8322-7099-2 |               |                        |
| 6    | 2020年4月10日  | ISBN 978-4-8322-7185-2 |               |                        |
| 7    | 2020年12月11日 | ISBN 978-4-8322-7234-7 |               |                        |
| 8    | 2021年8月11日  | ISBN 978-4-8322-7296-5 |               |                        |
| 9    | 2022年9月12日  | ISBN 978-4-8322-7393-1 |               |                        |
| 10   | 2023年7月12日  | ISBN 978-4-8322-7467-9 |               |                        |